# Babille
Babille è un centro abitato dell'Etiopia, situato nell'Oromia.